# Spathoglottis elmeri
Spathoglottis elmeri är en orkidéart som beskrevs av Oakes Ames. Spathoglottis elmeri ingår i släktet Spathoglottis och familjen orkidéer. Inga underarter finns listade i Catalogue of Life.